# Дочек испред скупштине у Београду
Дочек испред скупштине у Београду је устаљен обичај који је прерастао у синоним за успех Србије у спорту. Након распада СФР Југославије (1991.) спортисти СР Југославије су у последњој деценији 20. века били често трофејни у екипним спортовима (кошарци, одбојци, ватерполу). Након великих успеха грађани спремају велик дочек најчешће у парку испред скупштине Београда тј. Старог двора, а понекад и испред Народне скупштине Србије, док спортисти излазе на балкон. Програм често прате и музичке групе. Традиција је настављена и у наредној деценији када је поред спортских успеха поздрављен и тријумф на културној сцени - победа Србије на Песми Евровизије. Са успоном српских тенисера по први пут су дочекани и тенисери, овај пут не као представници екипног спорта него као појединци: Новак Ђоковић, Јелена Јанковић, Ана Ивановић. Након освајања Дејвис купа 2010. дочекани су и тенисери Србије као екипа.
Група људи често прави дочек и на самом аеродрому, по доласку спортиста. Такође се организује и у осталим градовима широм Србије, за оне спортисте који су из тог града.
Широм света је популаран сличан начин прославе и најчешће се посвећују репрезентативним и клупским успесима у фудбалу, као и освојеним медаљама на Олимпијским играма.

## Досадашњи дочеци у Београду
- Први дочек је био организован кошаркашкој репрезентацији након освајања Европског првенства 1995. Посебну драж ове победе je народ осетио зато што је то био први наступ репрезентације након забране учешћа на међународним такмичењима због санкција СР Југославији.
- 1996. је дочекан олимпијски тим. На Олимпијским играма у Атланти Александра Ивошев је освојила златну у бронзану медаљу у стрељаштву, мушка кошаркашка репрезентација сребро, а одбојкашка бронзу.
- Кошаркашка репрезентација након тријумфа на Евробаскету 1997.
- Кошаркаши као светски шампиони 1998.
- 2001. Рукометна репрезентација након освајања бронзане медаље на Светском првенству.
- Исте године одбојкашка репрезентација по освајању злата на Европском првенству.
- По други пут за редом, дочекана је кошаркашка репрезентација након тријумфа на Светском првенству 2002.
- 2003. године ватерполисти као европски прваци.
- Ватерполо репрезентација након победе на Светском првенству 2005.
- После освојене бронзе на Светском првенству 2006. поздрављена је женска одбојкашка репрезентација.
- Тенисер Новак Ђоковић по освојеном првом трофеју из Мастерс серије у Мајамију 2007.
- По први пут је организован дочек за успех ван спорта. Након тријумфа на Песми Евровизије 2007. на балкон је изашла Марија Шерифовић са осталим члановима тима.
- Исте године је Ђоковић поново дочекан заједно са Јеленом Јанковић, као полуфиналисти Ролан Гароса, и Аном Ивановић као финалисткињом.
- 2008. Ђоковић као победник Отвореног првенства Аустралије.
- Неколико месеци касније, Ана Ивановић након тријумфа на Отвореном првенству Француске и пласмана на прво место ВТА листе.
- По доласку са Олимпијских игара 2008, дочекан је Милорад Чавић, освајач сребрне медаље у пливању у дисциплини 100m делфин стилом.
- На Светском првенству у воденим спортовима 2009. српски спортисти су остварили велике успехе. Ватерполо репрезентације је освојила злато, као и у пливању Нађа Хигл на 200m прсно и Милорад Чавић на 50m, који је освојио и сребрну медаљу на 100m. Дочеку је прикључена и млада кошаркашка репрезентација, која је постала европски првак.
- Кошаркашка репрезентација по освајању другог места на Европском првенству 2009.
- 2010. тениска репрезентација (Новак Ђоковић, Ненад Зимоњић, Виктор Троицки, Јанко Типсаревић и селектор Богдан Обрадовић) је изашла на балкон након тријумфа у Дејвис купу.
- Након освајања Вимблдона 2011. и заузимања првог места на АТП листи дочекан је Новак Ђоковић.
- 19. септембра 2011. Одбојкашка репрезентација Србије дочекана је након освајања наслова европских првака на европском првенству у одбојци 2011.
- 30. јануара 2012, након историјског дана српског спорта (победа Новака Ђоковића на Отвореном првенству Аустралије, победа ватерполиста на европском првенству у ватерполу и сребрна медаља у европском првенству у рукомету), дочекани су златни ватерполисти и сребрни рукометаши. Преко видео везе очекивало се и јављање Новака из Мелбурна, којег ипак није било.
- 14. августа 2012. дочекан је олимпијски тим Србије, међу којима су били и освајачи медаља Милица Мандић, Ивана Максимовић, Андрија Златић и ватерполо репрезентација.
- 23. децембра 2013, дан након освајања сребрне медаље на светском првенству у Србији, славила је женска рукометна репрезентација Србије.
- 29. јула 2014. дочекана ватерполисти Србије након освајања титуле европског првака у ватерполу, одржаног у Будимпешти.[1]

- 15. септембра 2014, након освајања сребрне медаље на Светском првенству, дочекана је кошаркашка репрезентација Србије светски вицепрваци, женска стрељачка репрезентација - светске првакиње и светски првак у рвању Давор Штефанек.[2]
- 22. јуна 2015, дочекана фудбалска репрезентација Србије до 20 година, која је постала светски првак након победе над Бразилом на светском првенству на Новом Зеланду.[3]
- 23. августа 2016. године, дочекани су освајачи медаља на Олимпијским играма у Рију, међу њима су били: рвач Давор Штефанек, ватерполо репрезентација Србије, теквондисткиња Тијана Богдановић, кајакаши Миленко Зорић и Марко Томићевић, одбојкашка репрезентација Србије, мушка и женска кошаркашка репрезентација Србије и скакачица у даљ Ивана Шпановић.[4]
- 18. септембар 2017, дочек кошаркаша, подпрвака Европског првенства у кошарци 2017.[5] Србија је узела медаљу без 8 играча који нису могли наступати за Србију.[6]
- 2. октобар 2017, дочек европских првакиња у одбојки - Женска одбојкашка репрезентација Србије[7], која је освојила злато у Бакуу.
- 30. јула 2018. дочек ватерполиста - европских првака.[8]
- 22. октобар 2018. дочек женских одбојкашица - Светских првакиња у одбојци 2018.[9]
- 30. септембар 2019. године, дочекана је српска одбојкашка репрезентација, који су постали шампиони Европе.[10]
- 10. август 2021. године, дочекани су освајачи медаља на Олимпијским играма у Токију. Међу дочеканима били су стрелац Дамир Микец, теквондисткиња Тијана Богдановић, теквондисткиња Милица Мандић, баскеташка репрезентација Србије, стрелац Миленко Себић, рвач Зураби Датунашвили, каратисткиња Јована Прековић, српске одбојкашице и српски ватерполисти.[11][12]
- 11. јул 2022. године, дочекан је Новак Ђоковић након освојене 21. гренд слем титуле и седмог освајања Вимблдона.[13]
- 15. октобар 2022. године, дочекана је женска одбојкашка репрезентација Србије након 2. узастопног злата на Светском првенству.[14]
- 12. септембар 2023. године, дочекани су српски баскеташи након освајања Светског првенства, кошаркашка репрезентација Србије која је освојила сребро на Светском првенству и тенисер Новак Ђоковић, након рекордне 24. гренд слем титуле на Ју-Ес опену.[15]
- 12. август 2024. године, дочекани су освајачи медаља Олимпијских игара 2024. у Паризу, микс стрелаца Зорана Аруновић и Дамир Микец, теквондоисткиња Александра Перишић, тенисер Новак Ђоковић, српска мушка кошаркашка репрезентација и српска ватерполо репрезентација.[16]